# Wilhelm Hallwachs
Wilhelm Hallwachs, né le 9 juillet 1859 à Darmstadt et mort le 20 juin 1922 à Dresde, est un physicien allemand. Il a été l'assistant de Heinrich Hertz dont il a poursuivi les recherches. Il met en évidence l'effet Hertz-Hallwachs, c'est-à-dire le fait que les liquides susceptibles de l'effet photoélectrique, comme le vert de méthyle ou le violet de méthyle, absorbent fortement le rayonnement ultraviolet.

## Biographie
Après le baccalauréat et une année de service militaire (1877), Hallwachs étudia la physique de 1878 à 1883 à Berlin et Strasbourg. Il soutint en 1883 sa thèse de doctorat à Strasbourg, où il était l'assistant d'August Kundt, puis obtint un poste d'assistant auprès de Friedrich Kohlrausch, qui l'initia aux mesures de précision. Il passa sa thèse d'habilitation à Leipzig en 1886 sous la direction de Gustav Wiedemann. Promu privat-docent en 1888, il réalisa l'expérience cruciale qui mit en évidence l'effet photoélectrique, et qui parut dans les manuels et les travaux pratiques comme démonstration de l'« effet Hallwachs. » Il établit expérimentalement que par absorption de rayons ultraviolets, une électrode métallique chargée négativement se décharge, cependant qu'une électrode neutre acquiert une charge positive. En 1888, Hallwachs retrouva son poste d'assistant auprès de Kohlrausch à Strasbourg et y donna jusqu'en 1893 des conférences. Il épousa en 1890 la fille de ce physicien. Nommé professeur titulaire d'électrotechnique par l'université technique de Dresde (1893), il y prit en 1900 la succession d'August Toepler à la chaire de physique. C'est à sa demande que l'université ouvrit une nouvelle filière de physique industrielle sanctionnée par un diplôme. En 1912, il obtint de faire reconnaître par l'université le diplôme comme équivalence pour la soutenance d'une thèse de doctorat ès sciences. À la fois par goût pour les compétitions sportives et par passion pour la technique, Hallwachs adhéra à l'aéroclub de Dresde, dont il accepta la présidence en 1909, et qui contribua de manière décisive au premier atterrissage à Dresde du Zeppelin en 1912. Deux ans plus tard, il lança une expédition à Ténériffe (dirigée par Harry Dember) pour mesurer le nombre d'Avogadro, (sous sa variante appelée « nombre de Loschmidt » dans le monde germanophone). Il apporta en 1915 son appui à l'appel des savants allemands contre l'« anglomanie » (die Engländerei) : initié par W. Wien, il s'agissait d'une protestation contre l'usage croissant, dans la littérature scientifique germanophone, de références aux travaux de savants britanniques.
Au cours de la crise d'après-guerre, Hallwachs se consacra à l'amélioration des conditions de subsistance des étudiants modestes, notamment en tant que fondateur de l'« Association des Amis de l'Université technique de Dresde. » Il conserva jusqu'à sa mort la direction de l'Institut de Physique de Dresde.

## Inventions et découvertes
Son électromètre apériodique à quadrant, qui préfigure le compteur Geiger, s'avéra à la fois efficace et polyvalent pour la mesure des plus infimes décharges électriques. Et le réfractomètre à chambre double d'Hallwachs a beaucoup amélioré la précision de mesure de l'indice optique des liquides ; mais sa contribution la plus durable à la Science est l'amorce des études sur l’« effet photoélectrique » (longtemps désigné dans la littérature germanophone comme « effet Hallwachs ») : en irradiant une électrode métallique d'ultraviolets, l'électrode libère des porteurs de charge négatifs, que Philipp Lenard identifia en 1899 comme les électrons, mis en évidence trois ans plus tôt par J. J. Thomson et John Townsend en Angleterre. Hallwachs comprit presque immédiatement quel parti il allait pouvoir tirer de ce phénomène pour mesurer l'intensité d'une source lumineuse : les premières cellules photoélectriques firent accomplir un bond à l'optique quantitative et à la photométrie ; mais l'effet Hallwachs eut des conséquences plus profondes encore pour l'émergence de la Physique moderne : il mena Albert Einstein à formuler en 1905 l'hypothèse que l'énergie transportée par la lumière ne se propage pas par émission continue, mais par paquets (appelés quanta de lumière, puis photons). Cette hypothèse est à la base de la théorie des quanta, qui bouleversa la physique au XXe siècle. La méthodologie minutieuse d'Hallwachs en matière de mesures physiques a indiscutablement contribué à enrichir les données expérimentales de la physique moderne.

## Récompenses
Hallwachs reçut de multiples distinctions au long de sa carrière, notamment la médaille de l'Ordre de l'Aigle et le titre de conseiller princier par le roi de Saxe, qui lui donnaient accès à la Cour et audience auprès des ministres. Son œuvre scientifique a été reconnue par son élection à l'Académie des sciences de Saxe de Leipzig (1905). Son activité interrégionale dans l'organisation de congrès l'a porté au poste de vice-président de l'Association des Physiciens allemands. Sa réputation internationale de physicien doit en revanche surtout à la précision des instruments de mesure qu'il a inventés. Son élection au comité directeur de l'université technique de Dresde et sa nomination (en 1921-22) au poste de recteur témoignent de son activité multiforme en faveur de cet établissement. La ville de Dresde a nommé une rue en son honneur.